# Округ Тарнобжег
Округ Тарнобжег (нем. Bezirk Tarnobrzeg, Тарнобжегский уезд, пол. Powiat tarnobrzeski) — административная единица коронной земли Королевства Галиции и Лодомерии в составе Австро-Венгрии, существовавшая в 1867—1918 годах. Административный центр — Тарнобжег.
Площадь округа в 1879 году составляла 9,2592 квадратных миль (532,77 км2), а население 59 239 человек. Округ насчитывал 109 населённых пунктов, организованные в 70 кадастровых муниципалитета. На территории округа действовало 2 районных суда — в Тарнобжеге и Розвадуве.
В течение 1915 года уезд входил в состав Перемышльской губернии, образованной на занятой русскими войсками территории Австро-Венгрии.
После Первой мировой войны округ вместе со всей Галицией отошёл к Польше.